# Axoplasme
 (juin 2023).
Si vous disposez d'ouvrages ou d'articles de référence ou si vous connaissez des sites web de qualité traitant du thème abordé ici, merci de compléter l'article en donnant les références utiles à sa vérifiabilité et en les liant à la section « Notes et références ».
L'axoplasme (littéralement «cytoplasme à l'intérieur de l'axone ») est la partie interne du prolongement cellulaire du neurone appelé axone, dans le système nerveux central ou périphérique (selon si neurone de type Golgi I ou II[pas clair]).
L'axoplasme est rempli de liquide intracellulaire avec une composition principalement constituée de microtubules même s'il possède aussi des organites que l'on retrouve dans le soma du neurone comme les mitochondries ou du réticulum endoplasmique lisse.
Cependant on ne retrouve pas de corps de Nissl (apparenté au réticulum endoplasmique rugueux), ce qui implique qu'il n'y a pas de synthèse protéique, ni de composants du noyau.
L'exemple de l'axoplasme offre un développement du système de transport efficace[pas clair], notamment grâce aux mitochondries qui fournissent l'énergie nécessaire aux transports antérograde et rétrograde de par la conversion d'O2 en énergie (ATP[Quoi ?]). L'axoplasme est considéré[Par qui ?] comme le "câble" de la fibre nerveuse, c'est là que se propage l'information nerveuse. Ce "câble" est plus ou moins bien isolé suivant que l'on se trouve dans le système nerveux central ou périphérique. En effet, c'est un manchon lipidique communément appelé "gaine de myéline" qui participe à son isolation et à la favorisation du transport du potentiel d'action. Par contre, la présence de protéines provoque des "fuites" du courant ionique.
Note : une fibre nerveuse peut conduire l'information électrique en fonction de la longueur de cette fibre nerveuse qui peut varier de quelques micromètres/millimètres à plusieurs mètres.